# 克勒策
克勒策（德語：Klötze，發音：[ˈklœtsə] ⓘ）是德国萨克森-安哈尔特州萨尔茨韦德尔-阿尔特马克县的城市，面积278.3平方千米，2023年12月31日人口为9,666人。